# DIN 1946-3
Die DIN 1946-3 (Raumlufttechnik Teil 3) befasst sich mit der Klimatisierung von Personenkraftwagen (PKW) und Lastkraftwagen (LKW).
Die Norm legt die Anforderungen an die Planung, den Einbau und die Funktion von Klimaanlagen (raumlufttechnische Anlage/RLT-Anlage) in Fahrzeugen fest, um ein angenehmes und gesundes Innenraumklima zu gewährleisten. Die aktuellste Version ist vom Juli 2006. Seit 1962 wurde die Norm DIN 1946-3 nur fortgeschrieben und nicht auf den aktuellen Stand der Technik gebracht. Für die Aktualisierung wesentlicher Inhalte der DIN 1946-3 stellt die VDI-Richtlinie VDI/ZDK 6032 Blatt 1 Grundlagen für Korrekturen und Ergänzungen bereit.
Ein wesentlicher Punkt der DIN-Norm ist die Gewährleistung einer effizienten Temperaturregelung und einer angemessenen Luftqualität während der Fahrt. Hierzu werden Vorgaben für die Luftverteilung, die Entfeuchtung sowie die Filterung von Außenluft festgelegt. Zudem werden Faktoren wie Geräuschentwicklung und Energieeffizienz berücksichtigt, um den Komfort für Fahrer und Passagiere zu optimieren. Die Norm liegt sowohl in deutscher als auch in englischer Sprache vor.
Darüber hinaus behandelt die DIN 1946-3 auch Sicherheitsaspekte im Zusammenhang mit der Klimatisierung, wie beispielsweise den Schutz vor Beschlag auf den Scheiben und die Vermeidung von unangenehmen Gerüchen. Durch die Einhaltung dieser Norm können Hersteller sicherstellen, dass ihre Fahrzeuge nicht nur funktional sind, sondern auch den hohen Ansprüchen an Komfort und Sicherheit gerecht werden.